# 佐々木一朗 (アナウンサー)
佐々木 一朗（ささき いちろう、1999年11月10日 - ）は、信越放送 (SBC) のアナウンサー。気象予報士。

## 来歴
埼玉県春日部市出身。栄東中学・高等学校、早稲田大学人間科学部卒業。大学在学時には、アナウンススクールの TBS Voice とフジテレビアナウンストレーニング講座アナトレにも通っていた。また、2020年からはBSフジの学生キャスターも務めていた（第38期）。
2022年春に信越放送に入社し、同期の平山未夢、元さくらんぼテレビ (SAY) アナウンサーの古畑あずみとともに同局のアナウンサーになる。
2024年第62回気象予報士試験に合格した。

## 人物
大の鉄道ファンであり、出演番組でも、その知識を披露する事がある。

## 担当番組

### テレビ番組
- BSフジNEWS（BSフジ） - 学生時代に出演。水曜キャスター[8]
- ずくだせテレビ（信越放送）[1]
- SBCスペシャル（信越放送）[1]

### ラジオ番組
- Mixxxxx+（SBCラジオ） - 金曜パーソナリティ[9]